# Berkowo (województwo wielkopolskie)
Berkowo – wieś w Polsce położona w województwie wielkopolskim, w powiecie gnieźnieńskim, w gminie Kiszkowo.
W latach 1975–1998 miejscowość administracyjnie należała do województwa poznańskiego.